# Amt Horst-Herzhorn

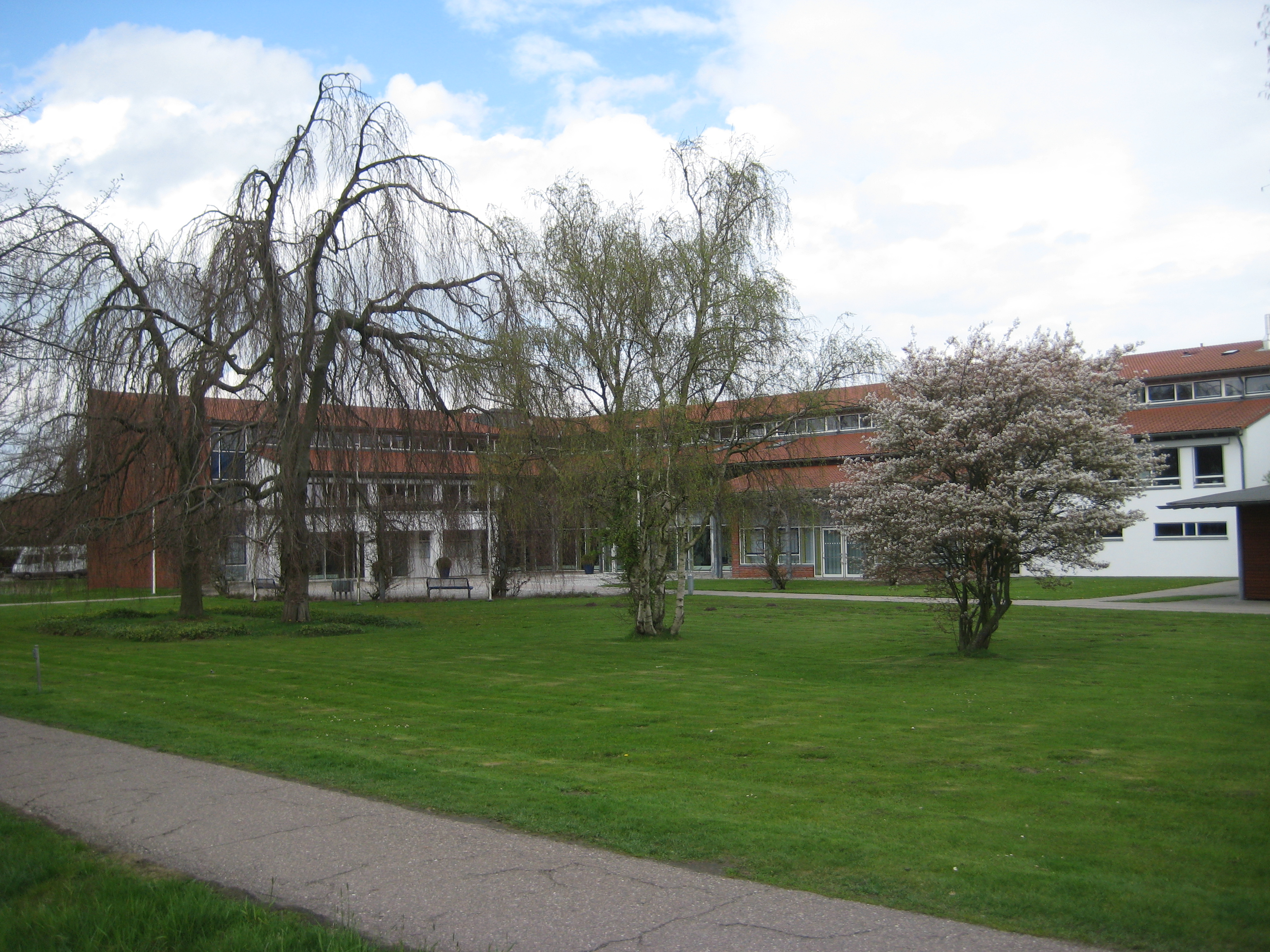
Amtsgebäude in Horst

Das Amt Horst-Herzhorn ist ein Amt im Kreis Steinburg in Schleswig-Holstein. Der Verwaltungssitz befindet sich in der Gemeinde Horst (Holstein).
Das Amt liegt im Süden des Kreises und grenzt im Norden an das Amt Krempermarsch, im Osten und Süden an den Kreis Pinneberg und im Westen an die Stadt Glückstadt und die Elbe.

## Amtsangehörige Gemeinden
| 1. Altenmoor 2. Blomesche Wildnis 3. Borsfleth 4. Engelbrechtsche Wildnis | 1. Herzhorn 2. Hohenfelde 3. Horst (Holstein) 4. Kiebitzreihe | 1. Kollmar 2. Krempdorf 3. Neuendorf b. Elmshorn 4. Sommerland |

## Geschichte
1889 wurden in der preußischen Provinz Schleswig-Holstein die Amtsverwaltungen gegründet. Die einzelnen Gemeinden konnten ein eigenständiges Amt einrichten oder sich mit Nachbargemeinden zu einer gemeinschaftlichen Amtsverwaltung zusammenschließen. So entstanden 1889 auf dem Territorium des heutigen "Amtes Horst-Herzhorn" sechs "Ämter".
- Amt Borsfleth, bestehend aus den Gemeinden Blomesche Wildnis, Borsfleth, Elskop, Krempdorf
- Amt Herzhorn, bestehend aus den Gemeinden Engelbrechtsche Wildnis, Herzhorn
- Amt Hohenfelde, bestehend aus der Gemeinde Hohenfelde
- Amt Horst, bestehend aus der Gemeinde Horst
- Amt Kollmar, bestehend aus den Gemeinden Groß Kollmar, Klein Kollmar, Neuendorf b. Elmshorn
- Amt Süderau, bestehend aus den Gemeinden  Altenmoor, Kiebitzreihe, Sommerland, Süderau

Diese Ämter bestanden bis zum Ende des Zweiten Weltkriegs 1945.
1947 schlossen sich die Gemeinden Hohenfelde und Horst zu einem neuen "Amt Horst" zusammen.
1948 wurde das "Amt Süderau" umbenannt in "Amt Sommerland" mit den bisherigen Mitgliedsgemeinden Altenmoor, Kiebitzreihe, Sommerland, Süderau.
1963 schlossen sich das "Amt Borsfleth" und das "Amt Herzhorn" zum neuen "Amt Herzhorn" zusammen, bestehend aus den Gemeinden Blomesche Wildnis, Borsfleth, Elskop, Engelbrechtsche Wildnis, Herzhorn, Krempdorf.
1970 schlossen sich das "Amt Horst" und das "Amt Sommerland" zum neuen "Amt Horst" zusammen, bestehend aus den Gemeinden Altenmoor, Hohenfelde, Horst, Kiebitzreihe, Sommerland. Die dem "Amt Sommerland" zugehörige Gemeinde Süderau hatte sich zuvor dem benachbarten "Amt Krempermarsch" angeschlossen.
1969/1970 schlossen sich das "Amt Herzhorn" und das "Amt Kollmar" zum neuen "Amt Herzhorn" zusammen, bestehend aus den Gemeinden Blomesche Wildnis, Borsfleth, Engelbrechtsche Wildnis, Groß Kollmar, Herzhorn, Klein Kollmar, Krempdorf, Neuendorf b. Elmshorn. Die dem alten "Amt Herzhorn" zugehörige Gemeinde Elskop hatte sich zuvor dem benachbarten "Amt Krempermarsch" angeschlossen. 1974 vereinigten sich die Gemeinden Groß und Klein Kollmar zur Gemeinde Kollmar.
Am 1. Januar 2008 wurde aus dem "Amt Horst" und dem "Amt Herzhorn" das "Amt Horst-Herzhorn" gebildet.

## Bildung
Die Gemeinden des Amtes Horst-Herzhorn gehören drei Schulverbänden an. Die Gemeinden Horst (Holstein), Hohenfelde, Altenmoor und Kiebitzreihe bilden den Schulverband Horst (Holstein), die Gemeinden Neuendorf, Kollmar, Herzhorn, Engelbrechtsche Wildnis, Blomesche Wildnis und Borsfleth gehören zum Glückstädter Schulverband. Krempdorf gehört zum Schulverband Krempermarsch.
Die Gemeinde Sommerland gehört sowohl zu dem Schulverband Horst (Holstein) als auch zum Schulverband Krempermarsch.

### Schulen im Amtsbezirk
- Grundschule Herzhorn
- Grundschule "Op de Host", Horst
- Jacob-Struve-Schule (Gemeinschaftsschule), Horst
- Grundschule Kiebitzreihe
- Schule am Deich (Grundschule), Kollmar

## Kinderbetreuung
Der Kirchenkreis Rantzau-Münsterdorf ist der Hauptträger der Kinderbetreuung in dem Amtsbezirk. Evangelische Kindertagesstätten bestehen in den Gemeinden Herzhorn, Hohenfelde, Horst(Holstein), Kiebitzreihe, Kollmar, Neuendorf und Sommerland.
Die Gemeinde Borsfleth ist Träger des Kindergartens in Borsfleth. Abgesehen davon gibt es noch weitere Kindertagesstätten in der Gemeinde Horst (Holstein). Es gibt das Kinderhaus Sommerland, die AWO-Kindertagesstätte und den Hof Dannwisch.